# NGC 396
NGC 396 é uma galáxia espiral (S) localizada na direcção da constelação de Pisces. Possui uma declinação de +04° 31' 51" e uma ascensão recta de 1 horas, 08 minutos e 08,5 segundos.
A galáxia NGC 396 foi descoberta em 27 de Outubro de 1864 por Albert Marth.